# 何賢 (永樂進士)
何賢，字彦哲，陕西狄道人。明朝政治人物、进士。
永乐十年（1412年）壬辰科二甲第三十四名進士。后選為翰林院庶吉士，編撰永樂大典。历任中书舍人、詹事府少詹事、直至太常寺少卿。善于词曲，存有《续古乐章》等。